# 方头鱼属
方頭魚屬，又稱馬頭魚屬，是條鰭魚綱刺尾鯛目軟棘鱼科下的一個屬，分佈于東大西洋、印度洋和北太平洋的海域内。其頭部較爲方正，因而得名，其下許多种魚類如日本方頭魚都可以食用。

## 命名
本屬最早在1782年由荷蘭博物學家馬蒂努斯·胡圖恩所命名，模式標本為日本方頭魚「Coryphaena japonicus」，但他所使用的學名「Coryphaena」早在1758年就被林奈用來命名鯕鰍屬了，於是成了次同名。1801年，法國博學家拉塞佩德為此取了「Coryphaenoides」來作為替代名，模式標本為「Coryphaenoides houttuyni 」，但「Coryphaenoides」這名稱其實也早在1765年就被挪威主教岡納魯斯用來命名突吻鱈屬，也一樣成了次同名。
直到1815年，另一名法國博學家拉菲內克才糾正了這連續兩次的無效命名。他以拉塞佩德的所用的「Coryphaenoides houttuyni 」為模式標本名，將其命名為當前的有效學名「Branchiostegus」。
本屬學名「Branchiostegus」的拉丁字根「branchios」意為「鰓」，「stegos」意為「蓋」，原作者未解釋其理由，但一般解讀為：以本屬的鰓蓋膜可區別本魚。
另外，法國另一位博學家居維葉也建立了名為「Latilus」的屬，用的模式標本「Latilus argentatus」是銀方頭魚。1978年，美國魚類學家詹姆斯·杜利（James K. Dooley）將其歸類於本屬，成為本屬的異名。

## 分類
本屬一般歸類為軟棘魚科方頭魚亞科（Latilinae），或者獨立的方頭魚科（Latilidae），該屬下共约17种：
- 白方頭魚 Branchiostegus albus Dooley, 1978：又稱白馬頭魚、白马方头鱼。
- 銀方頭魚 Branchiostegus argentatus (Cuvier, 1830)：又稱銀馬頭魚。
- 斑鰭方頭魚 Branchiostegus auratus (Kishinouye, 1907)：又稱斑鰭馬頭魚。
- 澳洲方頭魚 Branchiostegus australiensis Dooley & Kailola, 1988
- 橫帶方頭魚 Branchiostegus doliatus (Cuvier, 1830)
- 格氏方頭魚 Branchiostegus gloerfelti Dooley & Kailola, 1988
- 赫德蘭方頭魚 Branchiostegus hedlandensis Dooley & Kailola, 1988
- 大方頭魚 Branchiostegus ilocanus Herre, 1928 nom.dub
- 日本方頭魚 Branchiostegus japonicus (Houttuyn, 1782)：又稱日本馬頭魚。
- 帕氏方頭魚 Branchiostegus paxtoni Dooley & Kailola, 1988
- 小桑方頭魚 Branchiostegus sanae Huang, Chen, Ke & Zhang, 2025
- 齊藤氏方頭魚 Branchiostegus saitoi Dooley & Iwatsuki, 2012
- 紅背方頭魚 Branchiostegus sawakinensis Amirthalingam, 1969
- 半帶方頭魚 Branchiostegus semifasciatus (Norman, 1931)
- 鋸方頭魚 Branchiostegus serratus Dooley & Paxton, 1975
- 條紋方頭魚 Branchiostegus vittatus Herre, 1926
- 沃氏方頭魚 Branchiostegus wardi Whitley, 1932